# コルターレ
コルターレ（イタリア語: Cortale）は、イタリア共和国カラブリア州カタンザーロ県にある、人口約2,100人の基礎自治体（コムーネ）。

## 地理

### 位置・広がり

#### 隣接コムーネ
隣接するコムーネは以下の通り。括弧内のVVはヴィボ・ヴァレンツィア県所属を示す。
- カラッファ・ディ・カタンザーロ
- チェナーディ
- ジリファルコ
- ヤクルソ
- マイダ
- ポリーア (VV)
- サン・フローロ
- ヴァッレフィオリータ

## 行政

### 分離集落
コルターレには、以下の分離集落（フラツィオーネ）がある。
- Tre aree, Giardino, Piano

## 姉妹都市
- エルバ、イタリア
- ポンテ・ランブロ、イタリア